# Saint-Hilaire (Haute-Loire)
Saint-Hilaire település Franciaországban, Haute-Loire megyében. Lakosainak száma 158 fő (2022. január 1.). Saint-Hilaire Agnat, Auzon, Azérat, Champagnac-le-Vieux, Chassignolles és Saint-Martin-d’Ollières községekkel határos.

## Népesség
A település népessége az elmúlt években az alábbi módon változott:
| Lakosok száma | 217  | 205  | 197  | 192  | 171  | 165  | 158  | 160  | 161  | 158  |
|               | 1968 | 1982 | 1990 | 2006 | 2013 | 2015 | 2017 | 2019 | 2020 | 2022 |